# 라 페아 마스 베야
《라 페아 마스 베야》(스페인어: La fea más bella)은 2006년 방영된 멕시코의 텔레노벨라이다.